# Scottish Premier League Player of the Month
Der Scottish Premier League Player of the Month (deutsch Spieler des Monats) war eine Auszeichnung für den besten Fußballspieler des Monats in der Scottish Premier League, die zwischen den Spielzeiten 2000/01 und 2012/13 verliehen wurde. Seit der Saison 2013/14 wird der Scottish Premiership Player of the Month ausgezeichnet.

## Saison 2000/01
| Monat     | Jahr | Spieler                     | Nationalität                | Verein                      |
| --------- | ---- | --------------------------- | --------------------------- | --------------------------- |
| August    | 2000 | Andy McLaren                | Schottland                  | FC Kilmarnock               |
| September | 2000 | Henrik Larsson              | Schweden                    | Celtic Glasgow              |
| Oktober   | 2000 | Mixu Paatelainen            | Finnland                    | Hibernian Edinburgh         |
| November  | 2000 | Barry Ferguson              | Schottland                  | Glasgow Rangers             |
| Dezember  | 2000 | Barry Ferguson              | Schottland                  | Glasgow Rangers             |
| Januar    | 2001 | Winterpause (keine Vergabe) | Winterpause (keine Vergabe) | Winterpause (keine Vergabe) |
| Februar   | 2001 | Claudio Caniggia            | Argentinien                 | FC Dundee                   |
| März      | 2001 | Neil Lennon                 | Nordirland                  | Celtic Glasgow              |
| April     | 2001 | Antti Niemi                 | Finnland                    | Heart of Midlothian         |
| Mai       | 2001 | Jörg Albertz                | Deutschland                 | Glasgow Rangers             |

## Saison 2001/02
| Monat     | Jahr | Spieler         | Nationalität        | Verein              |
| --------- | ---- | --------------- | ------------------- | ------------------- |
| August    | 2001 | Marvin Andrews  | Trinidad und Tobago | FC Livingston       |
| September | 2001 | Stilijan Petrow | Bulgarien           | Celtic Glasgow      |
| Oktober   | 2001 | Gavin Rae       | Schottland          | FC Dundee           |
| November  | 2001 | Rab Douglas     | Schottland          | Celtic Glasgow      |
| Dezember  | 2001 | Ricardo Fuller  | Jamaika             | Heart of Midlothian |
| Januar    | 2002 | Lorenzo Amoruso | Italien             | Glasgow Rangers     |
| Februar   | 2002 | Barry Ferguson  | Schottland          | Glasgow Rangers     |
| März      | 2002 | Garry O’Connor  | Schottland          | Hibernian Edinburgh |
| April     | 2002 | John Hartson    | Wales               | Celtic Glasgow      |

## Saison 2002/03
| Monat     | Jahr | Spieler           | Nationalität | Verein              |
| --------- | ---- | ----------------- | ------------ | ------------------- |
| August    | 2002 | Mark de Vries     | Niederlande  | Heart of Midlothian |
| September | 2002 | Jean-Louis Valois | Frankreich   | Heart of Midlothian |
| Oktober   | 2002 | Fernando Ricksen  | Niederlande  | Glasgow Rangers     |
| November  | 2002 | Henrik Larsson    | Schweden     | Celtic Glasgow      |
| Dezember  | 2002 | John Hartson      | Wales        | Celtic Glasgow      |
| Januar    | 2003 | Barry Ferguson    | Schottland   | Glasgow Rangers     |
| Februar   | 2003 | Lee Wilkie        | Schottland   | FC Dundee           |
| März      | 2003 | Tam McManus       | Schottland   | Hibernian Edinburgh |
| April     | 2003 | Bobo Baldé        | Guinea       | Celtic Glasgow      |

## Saison 2003/04
| Monat     | Jahr | Spieler          | Nationalität | Verein               |
| --------- | ---- | ---------------- | ------------ | -------------------- |
| August    | 2003 | Michael Ball     | England      | Glasgow Rangers      |
| September | 2003 | Schota Arweladse | Georgien     | Glasgow Rangers      |
| Oktober   | 2003 | Roddy McKenzie   | Schottland   | FC Livingston        |
| November  | 2003 | Chris Sutton     | England      | Celtic Glasgow       |
| Dezember  | 2003 | Craig Brewster   | Schottland   | Dunfermline Athletic |
| Januar    | 2004 | Stilijan Petrow  | Bulgarien    | Celtic Glasgow       |
| Februar   | 2004 | Steven Pressley  | Schottland   | Heart of Midlothian  |
| März      | 2004 | Neil Lennon      | Nordirland   | Celtic Glasgow       |
| April     | 2004 | Barry Nicholson  | Schottland   | Dunfermline Athletic |

## Saison 2004/05
| Monat     | Jahr | Spieler          | Nationalität | Verein          |
| --------- | ---- | ---------------- | ------------ | --------------- |
| August    | 2004 | Alan Thompson    | England      | Celtic Glasgow  |
| September | 2004 | Scott McDonald   | Australien   | FC Motherwell   |
| Oktober   | 2004 | Fernando Ricksen | Niederlande  | Glasgow Rangers |
| November  | 2004 | Nacho Novo       | Spanien      | Glasgow Rangers |
| Dezember  | 2004 | Aiden McGeady    | Irland       | Celtic Glasgow  |
| Januar    | 2005 | Chris Sutton     | England      | Celtic Glasgow  |
| Februar   | 2005 | Dado Pršo        | Kroatien     | Glasgow Rangers |
| März      | 2005 | Craig Bellamy    | Wales        | Celtic Glasgow  |
| April     | 2005 | Burton O’Brien   | Schottland   | FC Livingston   |
| Mai       | 2005 | Dado Pršo        | Kroatien     | Glasgow Rangers |

## Saison 2005/06
| Monat     | Jahr | Spieler           | Nationalität | Verein              |
| --------- | ---- | ----------------- | ------------ | ------------------- |
| August    | 2005 | Rudi Skácel       | Tschechien   | Heart of Midlothian |
| September | 2005 | Andy Webster      | Schottland   | Heart of Midlothian |
| Oktober   | 2005 | Stilijan Petrow   | Bulgarien    | Celtic Glasgow      |
| November  | 2005 | Kris Boyd         | Schottland   | FC Kilmarnock       |
| Dezember  | 2005 | Peter Løvenkrands | Dänemark     | Glasgow Rangers     |
| Januar    | 2006 | Kris Boyd         | Schottland   | FC Kilmarnock       |
| Februar   | 2006 | Maciej Żurawski   | Polen        | Celtic Glasgow      |
| März      | 2006 | Steven Naismith   | Schottland   | FC Kilmarnock       |
| April     | 2006 | Paul Hartley      | Schottland   | Heart of Midlothian |

## Saison 2006/07
| Monat     | Jahr | Spieler                    | Nationalität        | Verein          |
| --------- | ---- | -------------------------- | ------------------- | --------------- |
| August    | 2006 | Russell Latapy             | Trinidad und Tobago | FC Falkirk      |
| September | 2006 | Allan McGregor             | Schottland          | Glasgow Rangers |
| Oktober   | 2006 | Lee Naylor                 | England             | Celtic Glasgow  |
| November  | 2006 | Russell Anderson           | Schottland          | FC Aberdeen     |
| Dezember  | 2006 | Artur Boruc                | Polen               | Celtic Glasgow  |
| Januar    | 2007 | Jan Vennegoor of Hesselink | Niederlande         | Celtic Glasgow  |
| Februar   | 2007 | Shunsuke Nakamura          | Japan               | Celtic Glasgow  |
| März      | 2007 | Alan Hutton                | Schottland          | Glasgow Rangers |
| April     | 2007 | Neil Lennon                | Nordirland          | Celtic Glasgow  |

## Saison 2007/08
| Monat     | Jahr | Spieler        | Nationalität | Verein                       |
| --------- | ---- | -------------- | ------------ | ---------------------------- |
| August    | 2007 | Carlos Cuéllar | Spanien      | Glasgow Rangers              |
| September | 2007 | Scott McDonald | Australien   | Celtic Glasgow               |
| Oktober   | 2007 | Lee Wilkie     | Schottland   | Dundee United                |
| November  | 2007 | Aiden McGeady  | Irland       | Celtic Glasgow               |
| Dezember  | 2007 | Marius Niculae | Rumänien     | Inverness Caledonian Thistle |
| Januar    | 2008 | Barry Robson   | Schottland   | Dundee United                |
| Februar   | 2008 | Aiden McGeady  | Irland       | Celtic Glasgow               |
| März      | 2008 | Darren Barr    | Schottland   | FC Falkirk                   |
| April     | 2008 | Barry Robson   | Schottland   | Dundee United                |

## Saison 2008/09
| Monat     | Jahr | Spieler         | Nationalität | Verein              |
| --------- | ---- | --------------- | ------------ | ------------------- |
| August    | 2008 | Pedro Mendes    | Portugal     | Glasgow Rangers     |
| September | 2008 | Giorgos Samaras | Griechenland | Celtic Glasgow      |
| Oktober   | 2008 | Scott Brown     | Schottland   | Celtic Glasgow      |
| November  | 2008 | Bruno Aguiar    | Portugal     | Heart of Midlothian |
| Dezember  | 2008 | Lee Miller      | Schottland   | FC Aberdeen         |
| Januar    | 2009 | Tomáš Černý     | Tschechien   | Hamilton Academical |
| Februar   | 2009 | Andy Dorman     | Wales        | FC St. Mirren       |
| März      | 2009 | Scott McDonald  | Australien   | Celtic Glasgow      |
| April     | 2009 | Andy Dorman     | Wales        | FC St. Mirren       |

## Saison 2009/10
| Monat     | Jahr | Spieler           | Nationalität | Verein              |
| --------- | ---- | ----------------- | ------------ | ------------------- |
| August    | 2009 | Danny Cadamarteri | England      | Dundee United       |
| September | 2009 | Derek Riordan     | Schottland   | Hibernian Edinburgh |
| Oktober   | 2009 | Liam Miller       | Irland       | Hibernian Edinburgh |
| November  | 2009 | Andy Webster      | Schottland   | Dundee United       |
| Dezember  | 2009 | Kris Boyd         | Schottland   | Glasgow Rangers     |
| Januar    | 2010 | Steven Davis      | Nordirland   | Glasgow Rangers     |
| Februar   | 2010 | David Weir        | Schottland   | Glasgow Rangers     |
| März      | 2010 | Robbie Keane      | Irland       | Celtic Glasgow      |
| April     | 2010 | Kenny Miller      | Schottland   | Glasgow Rangers     |

## Saison 2010/11
| Monat     | Jahr | Spieler          | Nationalität | Verein              |
| --------- | ---- | ---------------- | ------------ | ------------------- |
| August    | 2010 | Kenny Miller     | Schottland   | Glasgow Rangers     |
| September | 2010 | Kenny Miller     | Schottland   | Glasgow Rangers     |
| Oktober   | 2010 | Steven Naismith  | Schottland   | Glasgow Rangers     |
| November  | 2010 | Alexei Eremenko  | Finnland     | FC Kilmarnock       |
| Dezember  | 2010 | Marius Žaliūkas  | Litauen      | Heart of Midlothian |
| Januar    | 2011 | Biram Kayal      | Israel       | Celtic Glasgow      |
| Februar   | 2011 | Marián Kello     | Slowakei     | Heart of Midlothian |
| März      | 2011 | David Goodwillie | Schottland   | Dundee United       |
| April     | 2011 | Allan McGregor   | Schottland   | Glasgow Rangers     |

## Saison 2011/12
| Monat     | Jahr | Spieler         | Nationalität | Verein               |
| --------- | ---- | --------------- | ------------ | -------------------- |
| August    | 2011 | Paul Gallacher  | Schottland   | Dunfermline Athletic |
| September | 2011 | Steven Davis    | Nordirland   | Glasgow Rangers      |
| Oktober   | 2011 | Keith Lasley    | Schottland   | FC Motherwell        |
| November  | 2011 | Gary Hooper     | England      | Celtic Glasgow       |
| Dezember  | 2011 | Paul McGowan    | Schottland   | FC St. Mirren        |
| Januar    | 2012 | Scott Brown     | Schottland   | Celtic Glasgow       |
| Februar   | 2012 | Charlie Mulgrew | Schottland   | Celtic Glasgow       |
| März      | 2012 | Jon Daly        | Irland       | Dundee United        |
| April     | 2012 | Charlie Mulgrew | Schottland   | Celtic Glasgow       |

## Saison 2012/13
| Monat     | Jahr | Spieler         | Nationalität | Verein                       |
| --------- | ---- | --------------- | ------------ | ---------------------------- |
| August    | 2012 | Leigh Griffiths | Schottland   | Celtic Glasgow               |
| September | 2012 | Michael Higdon  | England      | FC Motherwell                |
| Oktober   | 2012 | Niall McGinn    | Nordirland   | FC Aberdeen                  |
| November  | 2012 | Billy McKay     | Nordirland   | Inverness Caledonian Thistle |
| Dezember  | 2012 | Jamie Murphy    | Schottland   | FC Motherwell                |
| Januar    | 2013 | Gary Hooper     | England      | Celtic Glasgow               |
| Februar   | 2013 | Leigh Griffiths | Schottland   | Celtic Glasgow               |
| März      | 2013 | Nicky Law       | England      | FC Motherwell                |
| April     | 2013 | Michael Higdon  | England      | FC Motherwell                |